# Sierndorf
Sierndorf est une commune autrichienne du district de Korneuburg en Basse-Autriche. Sa population est d'environ 3 800 personnes. Il y a juste une entreprise industrielle et quelques magasins d'alimentation et de fournitures générales.